# Pylaisia australis
Pylaisia australis är en bladmossart som beskrevs av Hugh Neville Dixon och George Osborne King Sainsbury 1933. Pylaisia australis ingår i släktet aspmossor, och familjen Hypnaceae. Inga underarter finns listade i Catalogue of Life.